# Smicridea mesembrina
Smicridea mesembrina är en nattsländeart som först beskrevs av Luisa Eugenia Navas 1918.  Smicridea mesembrina ingår i släktet Smicridea och familjen ryssjenattsländor. Inga underarter finns listade i Catalogue of Life.